# Athlītikī Enōsī Kition 2012-2013
Questa voce raccoglie le informazioni riguardanti l'AEK Larnaca nelle competizioni ufficiali della stagione 2012-2013.

## Rosa
| N. |                        | Ruolo | Calciatore               |
| -- | ---------------------- | ----- | ------------------------ |
| 1  | Brasile (bandiera)     | P     | Alexandre Negri          |
| 3  | Spagna (bandiera)      | D     | Albert Serrán            |
| 4  | Paesi Bassi (bandiera) | D     | Kevin Hofland (capitano) |
| 5  | Paesi Bassi (bandiera) | D     | Gregoor van Dijk         |
| 6  | Malta (bandiera)       | C     | Luke Dimech              |
| 7  | Paesi Bassi (bandiera) | C     | Edwin Linssen            |
| 8  | Grecia (bandiera)      | C     | Giannis Skopelitis       |
| 9  | Serbia (bandiera)      | C     | Miljan Mrdaković         |
| 10 | Spagna (bandiera)      | A     | Gonzalo García           |
| 11 | Cipro (bandiera)       | A     | Kyriakos Paulou          |
| 12 | Cipro (bandiera)       | A     | Lenos Georgiou           |
| 15 | Cipro (bandiera)       | D     | Konstantinos Kastanas    |

| N. |                        | Ruolo | Calciatore           |
| -- | ---------------------- | ----- | -------------------- |
| 17 | Cipro (bandiera)       | C     | Andreas Kōnstantinou |
| 18 | Spagna (bandiera)      | D     | Ander Murillo        |
| 19 | Paesi Bassi (bandiera) | D     | Tim de Cler          |
| 20 | Cipro (bandiera)       | D     | Jason Demetriou      |
| 21 | Cipro (bandiera)       | D     | Nikos Englezou       |
| 23 | Spagna (bandiera)      | A     | Gorka Pintado        |
| 27 | Argentina (bandiera)   | A     | Rubén Gómez          |
| 29 | Cipro (bandiera)       | A     | Nestoras Mytidīs     |
| 30 | Cipro (bandiera)       | P     | Andreas Fotiou       |
| 39 | Nigeria (bandiera)     | A     | Sunny Kingsley Ekeh  |
|    | Spagna (bandiera)      | C     | Igor Gabilondo       |